# Camoesa Dulce
Camoesa Dulce es el nombre de una variedad cultivar de manzano (Malus domestica). Esta manzana es originaria de Galicia, está cultivada en la colección de árboles frutales y banco de germoplasma de Mabegondo con el Nº 218; ejemplares procedentes de esquejes localizados en San Xurxo de Cristimil, parroquia del municipio de Lalín (Pontevedra).

## Sinónimos
- "Manzana Camuesa Dulce"
- "Manzana Camoesa Dulce",[4][5]
- "Maceira Camoesa Dulce".

## Características
El manzano de la variedad 'Camoesa Dulce' tiene un vigor vigoroso. Tamaño grande y porte erguido.
Época de inicio de brotación a partir del 24 de abril y de floración a partir del 21 de mayo.
Las hojas tienen una longitud del limbo de tamaño medio, con la máxima anchura del limbo es estrecha. Longitud de las estípulas es corta y la máxima anchura de las estípulas es media. Denticulación del borde del limbo es serrado, con la forma del ápice del limbo cuspidado y la forma de la base del limbo es obtuso. Con subestípulas presentes.
Sus flores tienen una longitud de los pétalos media, con una anchura de los pétalos estrecha, disposición de los pétalos libres entre sí, con una longitud del pedúnculo larga.
La variedad de manzana 'Camoesa Dulce' tiene un fruto de tamaño pequeño, de forma globoso-cónica, de color amarillo, con chapa lavada, e intensidad pálida. Epidermis de textura suave, con pruina en su superficie y con presencia de cera media. Sensibilidad al "russeting" (pardeamiento áspero superficial que presentan algunas variedades) poco sensible. Con lenticelas de tamaño mediano.
Los sépalos están dispuestos de forma variable, y superpuestos en su base; su fosa calicina es profunda y de una anchura media. Pedúnculo de grosor medio y de longitud largo, siendo la cavidad peduncular de una profundidad profunda y de anchura ancha. Con pulpa de color crema, cuya firmeza es firme y su textura es intermedia; su jugosidad es seca, con sabor de acidez débil, y poco aromática.
Época de maduración y recolección desde el 23 de octubre. 'Camoesa Dulce' es una manzana que su destino es la conservación de esta variedad en el banco de germoplasma de Mabegondo como reserva genética.

## Susceptibilidades
- Oidio: ataque débil
- Moteado: no presenta
- Raíces aéreas: ataque medio
- Momificado: no presenta
- Pulgón lanígero: no presenta
- Pulgón verde: ataque débil
- Araña roja: no presenta
- Chancro del manzano: no presenta.[3]